# Hot Hot Heat
Gli Hot Hot Heat sono un gruppo musicale Indie rock canadese, formatosi nel 1999 a Victoria, Canada.

## Storia
La band si forma nel 1999 a Victoria grazie a Paul Hawley (batteria), Dustin Hawthorne (basso) e Steve Bays (voce e tastiere). Il chitarrista Dante DeCaro si aggiungerà poco dopo. Fortemente influenzati dalla New wave '80 (XTC, Elvis Costello, The Attractions), il gruppo pubblica presto una serie di 7" e comincia a girare il Canada in tour, aprendo anche per gli Sloan.
Furono notati dalla Sub Pop Records nel 2001, dopo la pubblicazione dell'album di debutto Scenes One Through Thirteen. L'anno seguente pubblicano l'EP Knock Knock Knock, prodotto da Chris Walla dei Death Cab for Cutie, e l'album Make Up the Breakdown. Da esso vennero estratti i singoli Bandages e  Talk to Me, Dance With Me che entrarono spesso nella rotazione radiotelevisiva. Bandages tuttavia dopo un po' di tempo venne rimossa dalla playlist della radio BBC Radio 1, alla luce dei conflitti in Medio Oriente, per via del titolo (traducibile in "bende" dall'inglese) per "essere sensibili alle aspettative degli ascoltatori" (mtv.com).
Nel 2003 Scenes One Through Thirteen viene ripubblicato per la Sub Pop. Nel 2004 DeCaro annuncia che avrebbe lasciato la band una volta finite le registrazioni dell'album Elevator, uscito nel 2005. Il suo posto, dal tour di accompagnamento in avanti, viene preso da Luke Paquin.
L'ultimo album, Happiness Ltd., esce nel settembre 2007, edito dalla celebre etichetta metal "Roadrunner Records".

## Curiosità
- Il brano Give Up dall'album Happiness Ltd. è stata usata come colonna sonora nel videogioco Burnout Dominator.

## Formazione
- Steve Bays - voce e tastiere
- Paul Hawley - batteria
- Dustin Hawthorne - basso
- Luke Paquin - chitarra

## Discografia
- 2001 - Scenes One Through Thirteen
- 2002 - Make Up the Breakdown
- 2005 - Elevator
- 2007 - Happiness Ltd.
- 2010 - Future Breeds
- 2016 - Hot Hot Heat